# Sé (Faro)
A Freguesia da Sé foi uma das freguesias urbanas do Município de Faro, a qual tinha 61,28 km² de área e 29 542 habitantes (em 2011), e, por isso, uma densidade populacional de 482,1 hab/km². 
As restantes freguesias do Município de Faro, a actual Quelfes do Município de Olhão e São Brás de Alportel resultaram de várias fragmentações administrativas da extensa Freguesia da Sé, denominada como Santa Maria de Faro até ao século XVI. No século XIII, com a concessão de Foral a Faro, a Freguesia de Santa Maria passou a corresponder não só ao núcleo urbano, mas a todo o concelho.
Foi extinta em 2013, no âmbito de uma reforma administrativa nacional, para, em conjunto com a Freguesia de São Pedro, formar uma nova freguesia denominada União das Freguesias de Faro (Sé e São Pedro) da qual é a sede.
Como o nome indica, nela tem assento a Sé Catedral da Diocese do Algarve.

## População
| População da freguesia de Faro (Sé) | População da freguesia de Faro (Sé) | População da freguesia de Faro (Sé) | População da freguesia de Faro (Sé) | População da freguesia de Faro (Sé) | População da freguesia de Faro (Sé) | População da freguesia de Faro (Sé) | População da freguesia de Faro (Sé) | População da freguesia de Faro (Sé) | População da freguesia de Faro (Sé) | População da freguesia de Faro (Sé) | População da freguesia de Faro (Sé) | População da freguesia de Faro (Sé) | População da freguesia de Faro (Sé) | População da freguesia de Faro (Sé) |
| ----------------------------------- | ----------------------------------- | ----------------------------------- | ----------------------------------- | ----------------------------------- | ----------------------------------- | ----------------------------------- | ----------------------------------- | ----------------------------------- | ----------------------------------- | ----------------------------------- | ----------------------------------- | ----------------------------------- | ----------------------------------- | ----------------------------------- |
| 1864                                | 1878                                | 1890                                | 1900                                | 1911                                | 1920                                | 1930                                | 1940                                | 1950                                | 1960                                | 1970                                | 1981                                | 1991                                | 2001                                | 2011                                |
| 4 258                               | 4 167                               | 4 875                               | 5 489                               | 6 128                               | 6 688                               | 8 941                               | 10 708                              | 11 957                              | 14 396                              | 13 658                              | 21 827                              | 25 287                              | 28 546                              | 29 542                              |

Pela Lei n.o 33/97, de 12 de Julho, foi criada a freguesia de Montenegro com lugares desanexados das freguesias da Sé e de S. Pedro

## Património
- Sé Catedral de Faro ou Igreja de Santa Maria
- Paço Episcopal
- Seminário Episcopal
- Convento de Nossa Senhora da Assumpção ou Museu Municipal
- Convento de São Francisco
- Igreja da Misericórdia e Hospital da Misericórdia
- Igreja da Ordem Terceira de São Francisco ou Igreja de São Francisco
- Ermida de São Luís
- Ermida de Nossa Senhora da Esperança
- Ermida do Pé da Cruz ou Ermida de Nossa Senhora do Pé da Cruz e zona envolvente
- Ermida de Santo António do Alto
- Ermida de Nossa Senhora do Ó (Faro) ou Ermida de Nossa Senhora d´ Entre Ambalas Águas(Faro)
- Ermida de Nossa Senhora do Repouso
- Fortaleza de Faro ou Muralhas de Faro
- "Castelo" ou Fábrica da Cerveja
- Arco da Vila
- Arco do Repouso
- Arco da Porta Nova
- Celeiro de São Francisco
- Casa das Açafatas
- Governo Civil
- Paços do Concelho
- Palacete Belmarço ou Palácio Belmarço
- Palacete Doglioni ou Palacete Cumano
- Casa de José Maria Assis
- Palácio Fialho (Colégio do Alto)
- Palacete Ferreira de Almeida (na Praça Ferreira de Almeida)
- Palacete Guerreirinho
- Banco de Portugal (Delegação de Faro)
- Cemitério da Colónia Judaica de Faro
- Teatro Lethes ou Colégio de Santiago Maior

## Ligações exteriores
- «Site oficial da Junta de Freguesia da Sé»
- «Site oficial da Câmara Municipal de Faro»